# Thyssenkrupp Materials Poland
thyssenkrupp Materials Poland S.A. (dawniej ThyssenKrupp Energostal S.A.) – spółka akcyjna z siedzibą w Toruniu. Dystrybutor wyrobów ze stali węglowej, nierdzewnej, kwasoodpornej, metali nieżelaznych, oraz tworzyw sztucznych. Największy polski dystrybutor stali w 1. połowie 2010 roku.